# توم غلين كارني
توم غلين كارني (بالإنجليزية: Tom Glynn-Carney)‏ (ولد في 7 فبراير 1995) ممثل إنجليزي، اشتهر بدور «كريستوفر نولان» في فيلم الدرامي الحربي في فيلم 
دونكيرك (2017).

## روابط خارجية
- توم غلين كارني على موقع IMDb (الإنجليزية)
- توم غلين كارني على موقع روتن توميتوز (الإنجليزية)
- توم غلين كارني على موقع ألو سيني (الفرنسية)
- توم غلين كارني على موقع أول موفي (الإنجليزية)
- توم غلين كارني على موقع قاعدة بيانات برودواي على الإنترنت (الإنجليزية)
- توم غلين كارني على موقع قاعدة بيانات الفيلم (الإنجليزية)